# Les Filles de la photo
Les Filles de la photo est une association créée en 2017 dans le but de créer un réseau de professionnelles de la photographie. 
Son siège se situe à Paris. L’association coordonne un réseau de 180 femmes issues de l’ensemble des métiers de la photographie, mais non photographes elles-mêmes.

## Histoire
L’association est fondée en 2016 par Marion Hislen, devenue déléguée à la photographie au sein de la Direction générale de la création artistique du ministère de la Culture en janvier 2018, Chantal Nedjib, fondatrice de l’agence L’image par l’image, et Florence Moll, agent de photographes,. Son lancement officiel a lieu en 2017 pendant les Rencontres de la photographie d'Arles.

## Organisation
Elle compte en 2020, 180 adhérentes représentant 25 métiers : acheteuses d’art, galeristes, agents de photographes, commissaires d’exposition, iconographes, directrices de festival, directrices de création, conservatrices, attachées de presse, journalistes, directrices de communication, sociologues, maîtresses de conférence, historiennes, critiques d’art, éditrices, scénographes, directrices de production.
Les Filles de la photo organisent conférences, tables-rondes et e-lectures. Comme en 2018, à Circulation(s), festival de la jeune photographie européenne,.

## Réalisations

### Observatoire de la mixité
Un Observatoire de la mixité a été lancé en 2019 pour répondre à la question récurrente de la place des femmes dans l’écosystème de la photographie. Chaque année, une étude sociologique est publiée. La restitution de la première édition a eu lieu le 5 février 2020 aux Beaux-Arts de Paris,. Selon le rapport, 44% des femmes photographes ont au moins un enfant contre 71% des hommes.

### Le manifeste des droits d'auteur
Un manifeste des droits d’auteur a été publié le 8 octobre 2019 par l’association en réponse au modèle d’ubérisation de la photographie défendu par la start-up Meero et d’autres plateformes similaires. Objectif : défendre une rémunération juste respectant les droits patrimoniaux conformément à la législation en vigueur.

### Mentorat dédié aux femmes photographes
En juin 2020, elles créent un programme de mentorat agissant « comme un accélérateur de carrières dédié aux femmes photographes » avec pour objectif d’« accompagner des femmes photographes dans la réalisation de leurs projets et le développement de leur parcours ».

### États généraux de la photographie
Le 7 juillet 2021, au cours d’une conférence « Dans quel état est la photographie ? » à Arles, Les Filles de la Photo annoncent l’ouverture d’États généraux de la photographie : « une réflexion de grande ampleur sur la situation de l’écosystème de la photographie française, des conditions de la création comme de la commande, du statut des auteurs ou encore du devenir des images »,.